# کوور پیدمونت
کوور پیدمونت (به ایتالیایی: Cavour) یک کومونه در ایتالیا است که در استان تورین واقع شده‌است.

## خصوصیات
کوور پیدمونت ۴۹٫۱ کیلومترمربع مساحت و ۵٬۶۴۲ نفر جمعیت دارد و ۳۰۰ متر بالاتر از سطح دریا واقع شده‌است.